# Elettrotreno ČD 680
L'elettrotreno serie 680 è un elettrotreno delle ferrovie ceche con unità elettriche multiple che usano la tecnologia Pendolino. Costruite da Alstom (ex Fiat Ferroviaria), sono composte da 7 vetture simili a quelle dell'ETR 470.

## Storia
Durante i test sulla linea tra Břeclav e Brno effettuati il 18 novembre 2004 il Pendolino ha raggiunto i 237 km/h stabilendo il nuovo record di velocità per le ferrovie ceche. Le unità sono equipaggiate per lavorare a 25 kV 50 Hz AC, 15 kV AC e 3.000 V DC. I treni sono stati ordinati a Fiat Ferroviaria dalle ferrovie ceche nel 2000. Quando Alstom ha rilevato Fiat Ferroviaria l'ordine è passato in mano a questa azienda.
Il primo treno è stato consegnato nel 2004 con il nome di Pendolino CD 680. Durante il periodo dei test il treno ha avuto problemi con il sistema di segnalamento ceco. I problemi sono stati risolti ed il treno è entrato regolarmente in servizio a dicembre del 2005 sulla linea Praga-Ostrava. Alla fine del gennaio 2005 tutti e cinque i pendolini cechi che erano stati messi in servizio hanno avuto problemi funzionali e di software. La gamma dei problemi andava dal mancato afflusso dell'aria condizionata e del riscaldamento, ai guasti al sistema di pendolamento. Si è presunto che il sistema di gestione, controllo e protezione del traffico ferroviario e relativo segnalamento a bordo ERTMS non riuscisse ad abbinare sistemi con base su piattaforme diverse di software. Gli stessi problemi si sono rilevati sul VR Class Sm3 prodotto, sempre da Fiat Ferroviaria, per le ferrovie finlandesi. Tutti i problemi sono poi stati risolti.

## Incidenti
- Il 1 dicembre del 2007 un Pendolino CD 680 è deragliato a Praga. Non si sono registrati feriti, ma il convoglio è andato distrutto.
- Il 22 luglio del 2015 un Pendolino CD 680 che viaggiava sulla linea Bohumín-Františkovy Lázně si è scontrato con un camion che stazionava sui binari. Tre passeggeri sono deceduti e altre diciassette persone sono rimaste gravemente ferite.